# Cartucho de fogueo

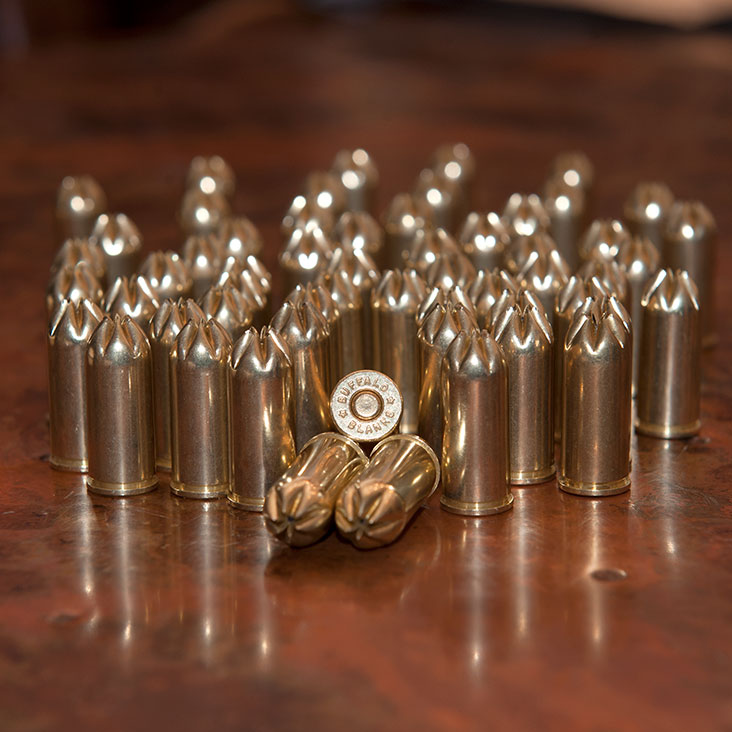
Cartuchos de fogueo para revólver.

El cartucho de fogueo o de salva es un tipo de cartucho para armas de fuego que carece de proyectil o bala; esto cuando se trata de cartuchos metálicos, pero, cuando se trata de los semimetálicos (los de escopeta), no contienen perdigones ni ningún otro proyectil. Se trata de un cartucho común y corriente que tiene todos los elementos comunes, el casquillo con el fulminante y la pólvora (propelente), pero no el proyectil.
Al ser disparado, el cartucho de fogueo produce un fogonazo y ruido, mientras que el arma es recargada por el retroceso. El taco sale propulsado por el cañón, pero pierde rápidamente su energía cinética y es incapaz de infligir daño alguno después de una corta distancia. 
Los cartuchos de fogueo se distinguen de los cartuchos inertes, estos últimos careciendo de fulminante y carga propulsora, ya que son empleados para entrenamiento y/o comprobación del funcionamiento del sistema de disparo de un arma de fuego.

## Usos

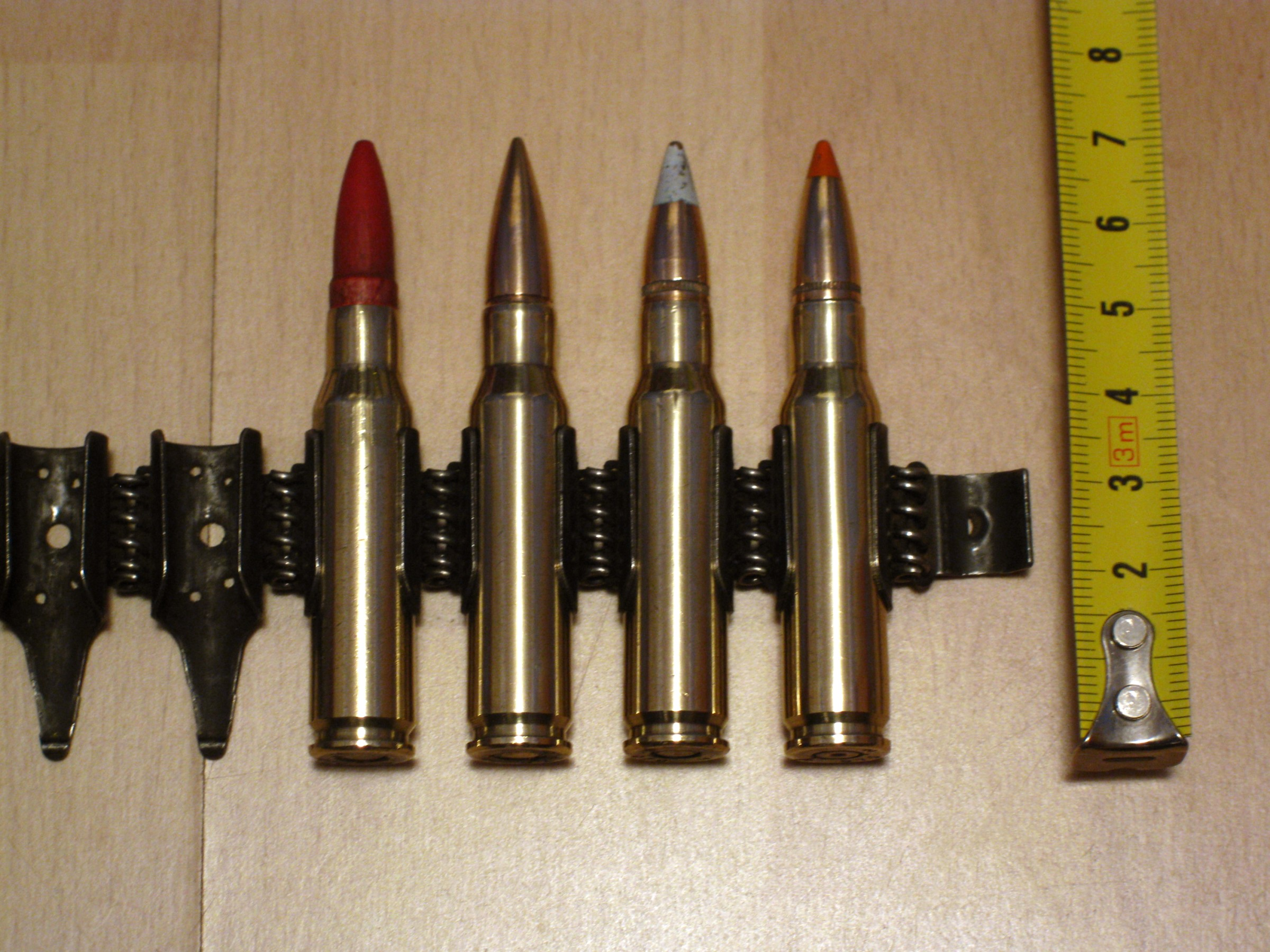
Cinta de ametralladora con cartuchos suecos 7,62 x 51 OTAN. El de la izquierda es de fogueo (seguido por uno con bala encamisada, trazador y antiblindaje); el tapón de madera con forma de bala es claramente visible.

Los cartuchos de fogueo son usualmente empleados cuando es necesario el ruido y el fogonazo del disparo de un arma de fuego, mas no el proyectil, como por ejemplo maniobras policiales o militares, salvas de saludo, recreaciones históricas, efectos especiales (disparos en películas) o dar inicio a una carrera. También se usaban en los fusilamientos de la Primera Guerra Mundial, usados por soldados que no querían llevar la carga psicológica de haber matado a alguien. Así no se sabía si habían sido ellos los que dispararon un cartucho verdadero.
Las armas de fuego semiautomáticas y automáticas precisan modificaciones a sus mecanismos, o un adaptador para cartuchos de fogueo, para que sus mecanismos de disparo funcionen correctamente. Esto se debe a la ausencia de un proyectil que ofrezca resistencia a la fuerza de los gases, la baja presión y el reducido retroceso generados por un cartucho de fogueo son insuficientes para accionar el mecanismo del arma de la misma forma que un cartucho estándar.
En las maniobras militares, los cartuchos de fogueo son empleados usualmente con un adaptador especial montado en la boca del cañón, que mantiene la presión de los gases en la recámara a un nivel suficientemente alto para que el mecanismo de disparo funcione correctamente. En caso de emplearse cartuchos de fogueo cuya boca del casquillo está cerrada con un tapón en forma de bala, también sirve para pulverizarlo y evitar que pase a ser un proyectil.
Para simular disparos en las películas, con frecuencia se emplean armas de fuego específicamente diseñadas para usar cartuchos de fogueo, lo cual incrementa el margen de seguridad al no poder ser cargadas con cartuchos verdaderos. Los cartuchos de fogueo 5 en 1 son específicamente fabricados para su uso en películas y pueden emplearse en armas reales para incrementar el efecto dramático. Su nombre proviene del hecho que pueden dispararse con armas de distintos calibres. 
También se utilizan cartuchos de fogueo especiales cuando se necesita propulsar ciertos proyectiles. Estos cartuchos eran generalmente empleados para lanzar granadas de gas lacrimógeno o de fusil, aunque algunos modelos de granadas de fusil tienen una trampa de bala y pueden lanzarse disparando un cartucho convencional. Algunos modelos de lanzallamas encendían su mezcla incendiaria mediante el disparo de un cartucho de fogueo. Los cartuchos de fogueo más grandes también son empleados en las armas lanzacables, como por ejemplo en el juego lanzacable para la escopeta Mossberg 500.

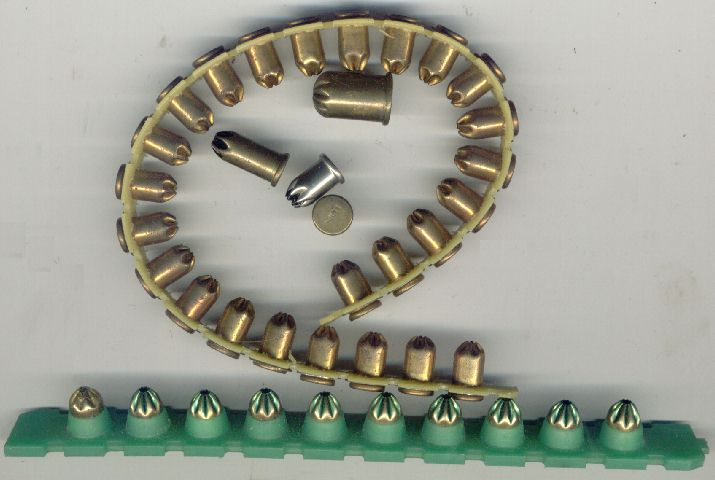
Cartuchos de fogueo sueltos y en cintas, empleados en pistolas de clavos.

Los cartuchos de fogueo con percusión anular también son empleados en las pistolas de clavos accionadas mediante pólvora, donde los gases del disparo empujan un pesado pistón contra el clavo, con suficiente fuerza como para introducirlo completamente en acero u hormigón armado.
También se puede suministrar un cartucho de fogueo a un tirador elegido al azar de un pelotón de fusilamiento, según la teoría que cada uno de los tiradores se sentiría aliviado al saber que tal vez no disparó un cartucho verdadero. Esta tradición se remonta a la época de las armas de avancarga, cuando un mosquete podía ser cargado solo con pólvora.
Los cartuchos de fogueo del 12 también son empleados en las "minas de alarma", aparatos que emplean un cable de tracción para producir un fuerte ruido y alertar a las personas en las cercanías.

## Seguridad

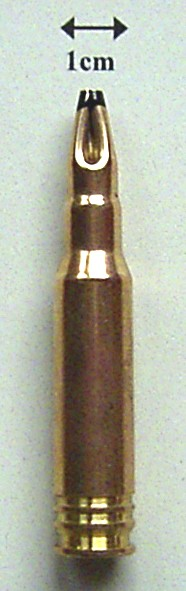
Cartucho de fogueo 7,62 x 51 OTAN.

La apariencia de un cartucho de fogueo puede ofrecer una falsa sensación de seguridad. Aunque los cartuchos de fogueo no montan una bala, igualmente se deben tomar precauciones porque a veces se han producido muertes y heridas graves cuando se han disparado estos cartuchos a distancias muy cortas.
Los cartuchos de fogueo frecuentemente contienen un taco de papel, madera o plástico que sella la pólvora en el casquillo. Este taco puede producir heridas penetrante graves a corta distancia y rozaduras a distancia media. También está el fogonazo, una llamarada y gases calientes en expansión que salen a una velocidad muy alta por la boca del cañón del arma. Este gas con alta velocidad puede causar heridas graves a corta distancia. Y si hay cualquier residuo pequeño alojado dentro del cañón, este será expulsado con una velocidad similar a la de una bala, pudiendo causar una herida grave o letal. Además, el ruido sumamente fuerte que producen los cartuchos de fogueo al ser disparados puede dañar los oídos de las personas en el área adyacente.
Debe observarse que los cartuchos que montan balas de punta plana (wadcutter) y los cartuchos 7,62 x 38 R del revólver Nagant M1895 pueden ser confundidos con cartuchos de fogueo, porque la bala no sobresale de la boca del casquillo. Los cartuchos snake shot cargados con perdigones y empleados en fusiles, pistolas o revólveres para control de plagas, frecuentemente tienen su carga de perdigones sellada con tacos de cartón o plástico, o la boca del casquillo puede estar cerrada de la misma forma que un cartucho de fogueo.     

### Accidentes fatales
En especial los actores tienen un gran riesgo de resultar heridos por los cartuchos de fogueo empleados en los estudios cinematográficos. Varios actores han muerto a causa de estos errores:
- Brandon Lee murió mientras filmaba una escena de El cuervo, cuando un revólver que tenía una bala atascada en el cañón disparó un cartucho de fogueo y expulsó la bala. Tal como aparece en la investigación y los registros de la corte, los cartuchos de fogueo fueron cargados en el arma por alguien que no era el experto en armas de fuego y la bala atascada en el cañón fue expulsada de este al primer disparo.[6]
- Jon-Erik Hexum murió pocos días después de haberse disparado en la sien con un revólver cargado con cartuchos de fogueo .44 Magnum. La onda expansiva del cartucho perforó su cráneo, incrustando fragmentos de hueso en su cerebro.[7]
- Johann Ofner, un doble de riesgo profesional, murió en 2017 mientras filmaba una escena del videoclip de la canción Dopamine de la banda Bliss n Eso en el bar Brooklyn Standard de Brisbane.[8][9]
- Un adolescente de 17 años de una escuela secundaria de St. George, Utah, estaba jugando con un revólver que iba a ser utilizado en la puesta en escena de Oklahoma! y se mató por accidente, creyendo que los cartuchos de fogueo eran inofensivos.[10]
- En 2021 durante el rodaje de la película Rust, Alec Baldwin manipulaba un revolver de utilería en una escena de tiroteo. Uno de los disparos causó la muerte de la directora de fotografía Halyna Hutchins, y por otro lado el director Joel Souza resultó gravemente herido.[11][12]